# Погожев, Илья Иванович
Илья Иванович Погожев (1903—1976) — советский конструктор, Герой Социалистического Труда (1966).

## Биография
Илья Иванович Погожев родился 8 сентября 1903 года в Москве. Окончил среднюю школу.
В 1932 году окончил —  Ленинградский политехнический институт (его отраслевой вуз -  Ленинградский электромеханический институт), после чего работал во Всесоюзном электротехническом институте. 
В 1949 году Погожев перешёл на работу в Центральный научно-исследовательский институт № 173 (впоследствии — Центральный научно-исследовательский институт автоматики и гидравлики). В 1956—1969 годах возглавлял этот институт.
Погожев внёс большой вклад в разработку систем наведения и управления для советской военной техники и комплексов вооружения, приборов для бронетанковой техники. Руководил разработкой первых отечественных стабилизаторов танкового вооружения, электрогидравлических и электрических приводов для наведения артиллерийских установок, систем телеуправления противотанковых управляемых реактивных снарядов, систем гидроприводов. Кроме того, Погожев стоял у истоков разработки инерциальных систем управления тактических ракетных комплексов. В 1958 году ему была присуждена Ленинская премия.
Закрытым Указом Президиума Верховного Совета СССР в 1966 году за «выдающиеся заслуги в создании новых образцов вооружения» Илья Иванович Погожев был удостоен высокого звания Героя Социалистического Труда с вручением ордена Ленина и медали «Серп и Молот».
Уйдя с поста директора института, продолжал научную работу в этом же институте. В 1968 году защитил докторскую диссертацию.
Умер 20 февраля 1976 года. Похоронен на Кунцевском кладбище.

## Награды и премии
- 2 ордена Ленина (17.06.1961; 28.07.1966)
- 3 ордена Трудового Красного Знамени (16.05.1947; 06.05.1952; 21.12.1957)
- медали
- Ленинская премия (1958)